# Brian Orakpo
Brian Ndubisi Orakpo (ur. 31 lipca 1986 roku w Houston w stanie Teksas) – amerykański zawodnik futbolu amerykańskiego, grający na pozycji linebackera. Występował w drużynie University of Texas at Austin w latach 2004–2008. W tym czasie został wybrany m.in. najlepszym defensywnym zawodnikiem w konferencji Big 12 oraz całych rozgrywek NCAA. W roku 2009 przystąpił do draftu NFL. Został wybrany w pierwszej rundzie (13. wybór) przez zespół Washington Redskins. Nadal występuje w drużynie ze stolicy Stanów Zjednoczonych. Po sezonach 2009 i 2010 został wybrany do meczu gwiazd Pro Bowl.